# Rowan Woods
Rowan Woods (Sydney, 1959) és un actor, guionista, director de cinema i televisió australià.

## Biografia
Woods va dirigir The Boys el 1998 i va guanyar un premi AFI a la millor direcció. El seu següent film, Little Fish es va estrenar el setembre del 2005 a Austràlia, va ser protagonitzat per Cate Blanchett. També ha dirigit episodis de sèries de televisió, com Farscape, Fireflies, Police Rescue, i Spartacus: Blood and Sand. El seu darrer film, Winged Creatures ha sortit el 2009.

## Filmografia
- 1994: Tran the Man (curtmetratge)
- 1998: The Boys
- 1999-2003: Farscape (sèrie)
- 2000: Dogwoman: Dead Dog Walking (TV)
- 2002: Do or Die, mini-sèrie
- 2004: Fireflies (TV)
- 2005: Little Fish
- 2008: Fragments (Winged Creatures)
- 2009: 3 Acts of Murder (TV)